# Épisode 14 (Twin Peaks)
L'épisode 14 de Twin Peaks, également connu sous le nom de Lonely Souls (en français : Âmes Solitaires) est le septième épisode de la deuxième saison de Twin Peaks, série créée par Mark Frost et David Lynch.  
Diffusé pour la première fois le 10 novembre 1990, l'épisode est vu par 17.2 millions de téléspectateurs. Réalisé par David Lynch, cet épisode est celui qui révèle au public l'identité du meurtrier de Laura Palmer, levant ainsi le mystère de l'intrigue qui avait lancé la série. 

## Résumé
À l'hôtel du Grand Nord, MIKE, après avoir révélé à Dale Cooper que BOB s'y cachait, réagit à la présence de Benjamin Horne. 
Harold Smith est retrouvé pendu chez lui par Hawk, qui est venu l'interroger. En fouillant chez lui, Cooper et Truman trouve le journal de Laura Palmer. Smith a également laissé derrière lui un message « Je suis une âme solitaire. » (en VO : I am a lonely soul.)
Maddy annonce à son oncle Leland et à sa tante Sarah qu'elle souhaite rentrer chez elle dans le Montana. Chez les Johnson, Leo, toujours dans un état de léthargie, mentionne ses nouvelles chaussures. Lorsque Bobby va les récupérer, il découvre une cassette cachée dans la semelle de l'une d'elles. Shelly quant à elle annonce à Norma son intention de démissionner afin de s'occuper de Leo à plein temps. 
Audrey confronte son père sur le One Eyed Jacks. Il lui révèle qu'il en est le propriétaire depuis cinq ans mais qu'il ignorait que Laura y travaillait. Il lui avoue également qu'il était amoureux d'elle. 
En feuilletant le journal de Laura, Cooper remarque qu'il est fait mention à plusieurs reprises de BOB, qui est présenté comme étant un ami de son père. Au même moment, Audrey vient le voir pour lui faire part de ce que son père vient de lui avouer. Cooper et Truman se rendent alors à l'hôtel du Grand Nord pour arrêter Ben Horne. 
À leur retour, ils tombent sur la Femme à la bûche, qui les informe que quelque chose va se passer le soir-même et qu'il faut aller au Roadhouse, le club de la ville. Sur place, où se trouvent également Donna, James et Bobby, ils écoutent la voix angélique de la chanteuse. Lorsque la chanson The World Spins commence, le temps s'arrête et Cooper aperçoit le Géant qui apparaît en répétant deux fois que « Ça se reproduit chez lui. » (en VO : It is happening again). Effectivement, chez les Palmer, Leland révèle sa véritable nature : il est possédé par BOB. Après avoir drogué sa femme, qui est en proie à des hallucinations, il s'attaque violemment à sa nièce Maddy. Après l'avoir un temps confondue avec sa fille Laura, Leland l'achève en l'envoyant contre un mur. 
Au Roadhouse, alors que le Géant disparaît, Bobby et Donna sont alors pris d'une tristesse profonde, tandis que Cooper, pensif, ne peut que constater son échec.

## Distribution

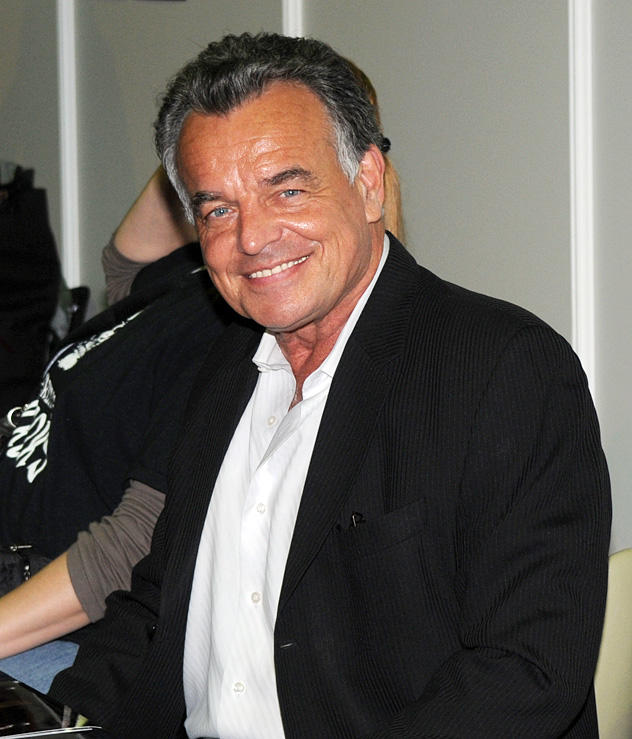
Ray Wise interprète Leland Palmer.

### Distribution principale
- Kyle MacLachlan : Dale Cooper
- Michael Ontkean : Shérif Harry S. Truman
- Mädchen Amick : Shelly Johnson
- Dana Ashbrook : Bobby Briggs
- Richard Beymer : Benjamin Horne
- Lara Flynn Boyle : Donna Hayward
- Sherilyn Fenn : Audrey Horne
- Warren Frost : Dr. Will Hayward
- Peggy Lipton : Norma Jennings
- James Marshall : James Hurley
- Everett McGill : Ed Hurley
- Jack Nance : Pete Martell
- Ray Wise : Leland Palmer
- Eric DaRe : Leo Johnson
- Harry Goaz : Andy Brennan
- Michael Horse : Tommy "Hawk" Hill
- Sheryl Lee : Maddy Ferguson

### Invités
- Grace Zabriskie : Sarah Palmer
- Wendy Robie : Nadine Hurley
- Al Strobel : Phillip Gerard/MIKE
- David Lynch : Gordon Cole
- Piper Laurie (créditée comme Fumio Yamaguchi) : Mr. Tojamura/Catherine Martell
- Gary Hershberger : Mike Nelson
- Catherine E. Coulson : La femme à la buche
- Julee Cruise : La chanteuse au Roadhouse
- Carel Struycken : Le Géant
- Hank Worden : Le serveur sénile
- Frank Silva : BOB (non crédité)